# ルイーセ・シャロデ・ア・ダンマーク
ルイーセ・シャロデ・ア・ダンマーク（Louise Charlotte af Danmark, 1789年10月30日 - 1864年3月28日）は、デンマーク＝ノルウェー王フレゼリク5世の三男フレゼリクと、その妻のメクレンブルク＝シュヴェリーン公女ゾフィー・フリーデリケの間の三女。デンマーク王クリスチャン8世の妹。

## 生涯
1810年11月10日、コペンハーゲンのアマリエンボー宮殿において、ヘッセン＝カッセル＝ルンペンハイム方伯ヴィルヘルムと結婚した。1851年7月18日、娘婿のグリュックスブルク公子クリスチャン（クリスチャン9世）のために、自身および息子のデンマーク王位請求権を放棄した。1864年、クリスチャンスボー宮殿で死去した。

## 子女
夫ヴィルヘルムとの間に6人の子女をもうけた。
- カロリーネ（1811年 - 1829年）
- マリー（1814年 - 1895年） - 1832年、アンハルト＝デッサウ公子フリードリヒ・アウグストと結婚
- ルイーゼ（1817年 - 1898年） - 1842年、デンマーク王クリスチャン9世と結婚
- フリードリヒ・ヴィルヘルム（1820年 - 1884年）　ヘッセン＝カッセル家家長
- アウグステ（1823年 - 1899年） - 1854年、カール・フレゼリク・フォン・ブリクセン＝フィネケ男爵と結婚

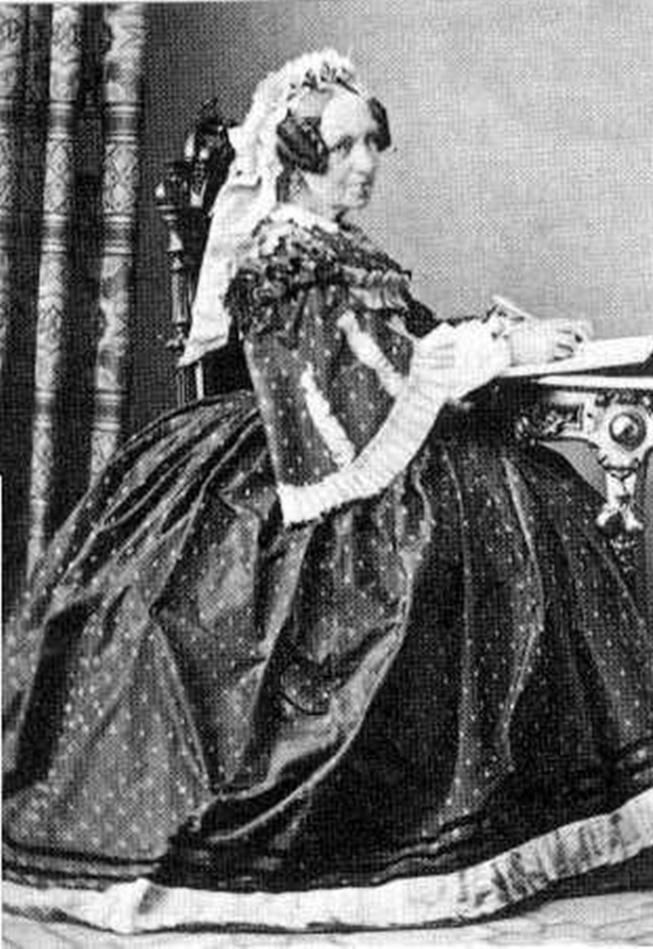
ヘッセン＝カッセル＝ルンペンハイム方伯夫人ルイーセ・シャロデ

- ゾフィー（1827年）